# Мередіт (переписна місцевість, Нью-Гемпшир)
Мередіт (англ. Meredith) — переписна місцевість (CDP) в США, в окрузі Белкнеп штату Нью-Гемпшир. Населення — 2527 осіб (2020).

## Географія
Мередіт розташований за координатами 43°39′26″ пн. ш. 71°30′12″ зх. д. / 43.65722° пн. ш. 71.50333° зх. д. (43.657245, -71.503311).  За даними Бюро перепису населення США в 2010 році переписна місцевість мала площу 4,77 км², з яких 3,82 км² — суходіл та 0,96 км² — водойми.

## Демографія
Згідно з переписом 2010 року, у переписній місцевості мешкало 1718 осіб у 740 домогосподарствах у складі 434 родин. Густота населення становила 360 осіб/км².  Було 943 помешкання (197/км²).
Расовий склад населення:
| - 97,1 % — білих - 1,0 % — азіатів - 0,3 % — чорних або афроамериканців - 0,1 % — корінних американців |

До двох чи більше рас належало 1,3 %. Частка іспаномовних становила 1,3 % від усіх жителів.
За віковим діапазоном населення розподілялося таким чином: 19,3 % — особи молодші 18 років, 57,7 % — особи у віці 18—64 років, 23,0 % — особи у віці 65 років та старші. Медіана віку мешканця становила 45,6 року. На 100 осіб жіночої статі у переписній місцевості припадало 84,1 чоловіків;  на 100 жінок у віці від 18 років та старших — 80,7 чоловіків також старших 18 років.
Середній дохід на одне домашнє господарство  становив 57 800 доларів США (медіана — 42 880), а середній дохід на одну сім'ю — 72 799 доларів (медіана — 70 278). За межею бідності перебувало 31,8 % осіб, у тому числі 50,4 % дітей у віці до 18 років та 12,2 % осіб у віці 65 років та старших.
Цивільне працевлаштоване населення становило 660 осіб. Основні галузі зайнятості: освіта, охорона здоров'я та соціальна допомога — 29,4 %, роздрібна торгівля — 25,3 %, будівництво — 11,4 %, мистецтво, розваги та відпочинок — 9,2 %.